# Аппер-Лікок Тауншип (округ Ланкастер, Пенсільванія)
Аппер-Лікок Тауншип (англ. Upper Leacock Township) — селище (англ. township) в США, в окрузі Ланкастер штату Пенсільванія. Населення — 8921 особа (2020).

## Демографія
Згідно з переписом 2010 року, у селищі мешкало 8708 осіб у 2935 домогосподарствах у складі 2208 родин. Було 3066 помешкань
Расовий склад населення:
| - 91,6 % — білих - 3,8 % — азіатів - 1,5 % — чорних або афроамериканців - 0,1 % — корінних американців - 1,5 % — осіб інших рас |

До двох чи більше рас належало 1,5 %. Частка іспаномовних становила 6,2 % від усіх жителів.
За віковим діапазоном населення розподілялося таким чином: 29,9 % — особи молодші 18 років, 57,6 % — особи у віці 18—64 років, 12,5 % — особи у віці 65 років та старші. Медіана віку мешканця становила 33,5 року. На 100 осіб жіночої статі у селищі припадало 96,8 чоловіків;  на 100 жінок у віці від 18 років та старших — 94,9 чоловіків також старших 18 років.
Середній дохід на одне домашнє господарство  становив 75 710 доларів США (медіана — 60 865), а середній дохід на одну сім'ю — 85 291 долар (медіана — 69 784). Медіана доходів становила 47 875 доларів для чоловіків та 33 693 долари для жінок. За межею бідності перебувало 15,9 % осіб, у тому числі 29,5 % дітей у віці до 18 років та 6,9 % осіб у віці 65 років та старших.
Цивільне працевлаштоване населення становило 4226 осіб. Основні галузі зайнятості: виробництво — 21,3 %, освіта, охорона здоров'я та соціальна допомога — 14,2 %, роздрібна торгівля — 11,6 %.